# Stadio Sergio Lanfranchi (2008)
Lo stadio Sergio Lanfranchi, fino al 2015 stadio XXV Aprile, è un impianto sportivo di Parma; principalmente dedito al rugby, ospita anche incontri di football americano.
Inaugurato nel 2008 come impianto interno delle squadre di rugby del Parma e dell'Amatori Parma, ospita anche dal 2012 gli incontri interni della franchise federale delle Zebre; lo stadio sorge all'interno di un complesso chiamato "Cittadella del Rugby" di proprietà comunale e in gestione alla Federazione Italiana Rugby.

## Storia
La costruzione del nuovo stadio del rugby a Parma si rese necessaria allorquando fu deciso che il vecchio impianto cittadino, anch'esso denominato "Sergio Lanfranchi", sito in viale Piacenza di poco a ridosso del torrente Parma, sarebbe stato demolito per edificare sulla relativa area il palazzo per uffici destinato a ospitare il quartier generale dell'Autorità europea per la sicurezza alimentare.
I lavori del nuovo stadio in località Moletolo, nella periferia settentrionale della città, su cui già sorgevano i campi di allenamento dell'Amatori Parma e prima ancora un campo da calcio, tuttavia, iniziarono nel 2007 e durante il campionato 2007-08 non erano ancora terminati, ragion per cui al Parma fu concesso di terminare la stagione nel vecchio "Lanfranchi".

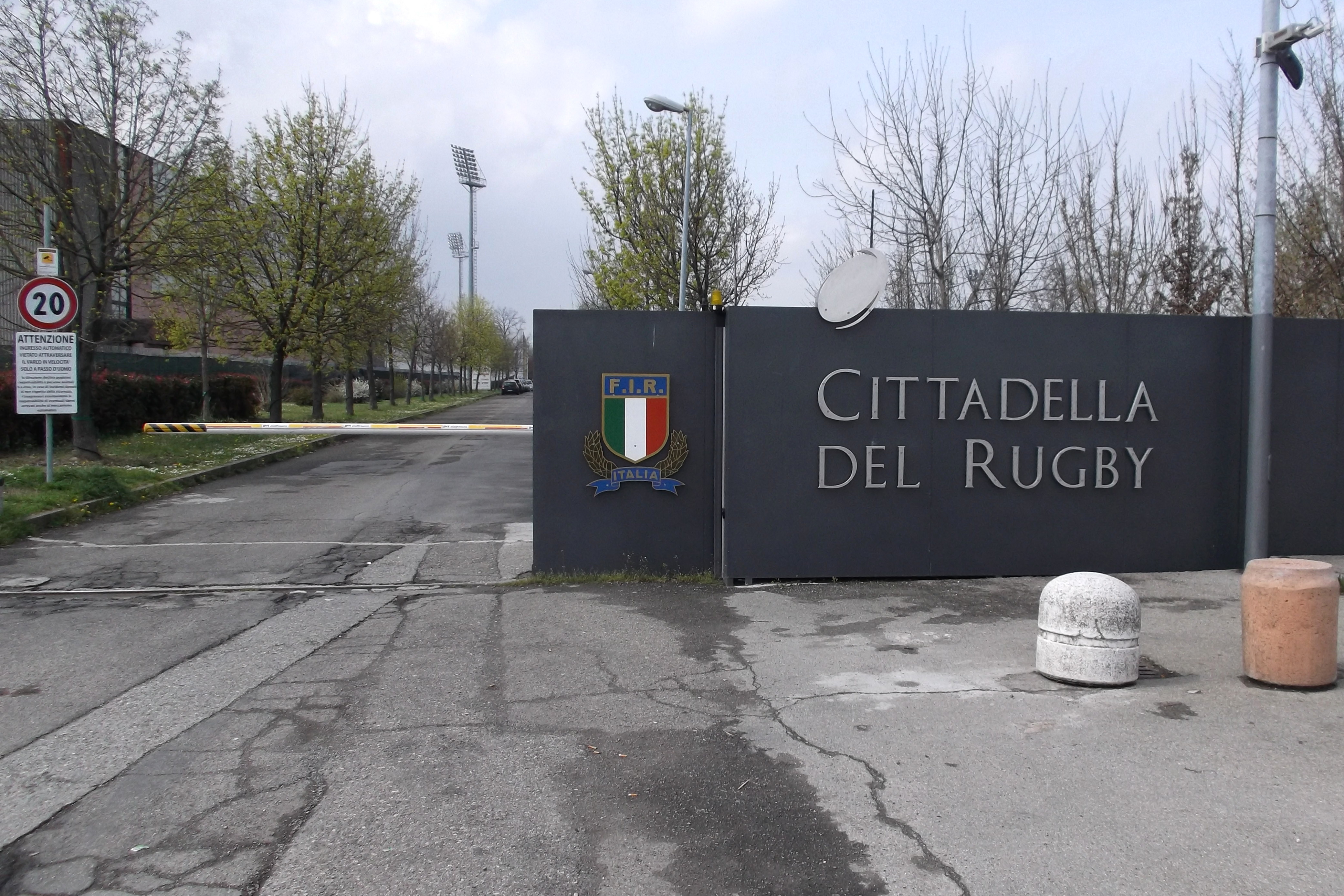
L'ingresso della "Cittadella del Rugby"

Il nuovo impianto, chiamato provvisoriamente stadio XXV Aprile dal Comune di Parma, mancava di spalti sui lati corti del campo e presentava una rete di recinzione intorno al terreno, oltre ad avere solo una tribuna permanente delle due esistenti; già nel 2009 fu raggiunto un accordo tra Comune e Federazione Italiana Rugby per realizzare nell'area un impianto multifunzione che fungesse sia da centro d'allenamento, stadio e club-house dell'Amatori Parma, che in tale luogo ha la sede sociale.
Furono stanziati all'uopo circa cinque milioni di euro e previsti, tra i primi lavori, quelli di costruzione dei tralicci di illuminazione e il rifacimento della tribuna sul lato orientale.
I lavori partirono nel 2011 e dopo circa tre anni portarono, oltre al rifacimento della tribuna Est, anche alla realizzazione di un nuovo ordine di posti sul lato corto settentrionale del campo, che comprendono anche l'ingresso allo stadio e la biglietteria e la sistemazione di spalti anche sul lato meridionale.
L'intera area dove sorge lo stadio, che comprende anche due campi accessori e la sede degli uffici federali, fu battezzata "Cittadella dello Sport" e il costo totale dei lavori ammontarono a circa cinque milioni e mezzo di euro, due dei quali a carico della F.I.R., che prese anche la gestione del complesso.
Il 28 gennaio 2015, infine, il Comune di Parma intitolò lo stadio a Sergio Lanfranchi, storico giocatore internazionale del Parma Rugby a fine anni quaranta, protagonista del primo scudetto della squadra nel 1950 e successivamente vincitore anche del titolo di campione di Francia con Grenoble, cui era intitolato anche il preesistente stadio dopo la sua morte avvenuta nel 2001.

## Usufruttuari
Lo stadio è dedito essenzialmente al rugby e, fin dalla sua nascita, fu adottato come impianto interno dal Parma e dal GRAN Parma, le due squadre cittadine; nel 2010 al Parma subentrarono i Crociati, compagine nata dalla fusione di tale squadra con il Noceto, che continuarono a usare, fino al 2013, anno del loro scioglimento, il XXV Aprile come terreno interno.
Anche il GRAN Parma, divenuto nel 2010 GranDucato, emigrò al XXV Aprile salvo sciogliersi anch'esso nel 2011.
Quando nel 2012 fu istituita la franchise federale delle Zebre che prese il posto dei disciolti Aironi nella competizione interconfederale Pro12, la sua sede fu stabilita a Parma e il campo di gioco prescelto fu il XXV Aprile.
Lo stadio Lanfranchi è anche, dal 2010, l'impianto interno della formazione di football americano dei Panthers Parma.
Il Lanfranchi è talora sede degli incontri di finale di competizioni di entrambe le discipline: nel football americano ha ospitato i Superbowl italiani del 2011 e 2018, mentre nel rugby vi si tenne la finale della Coppa Italia 2018-19.